# Chatignonville
Chatignonville (prononcé [ ʃat̪iɲɔ̃vil] ) est une commune française située à cinquante-trois kilomètres au sud-ouest de Paris dans le département de l'Essonne en région Île-de-France.
Ses habitants sont appelés les Chatignonvillois.

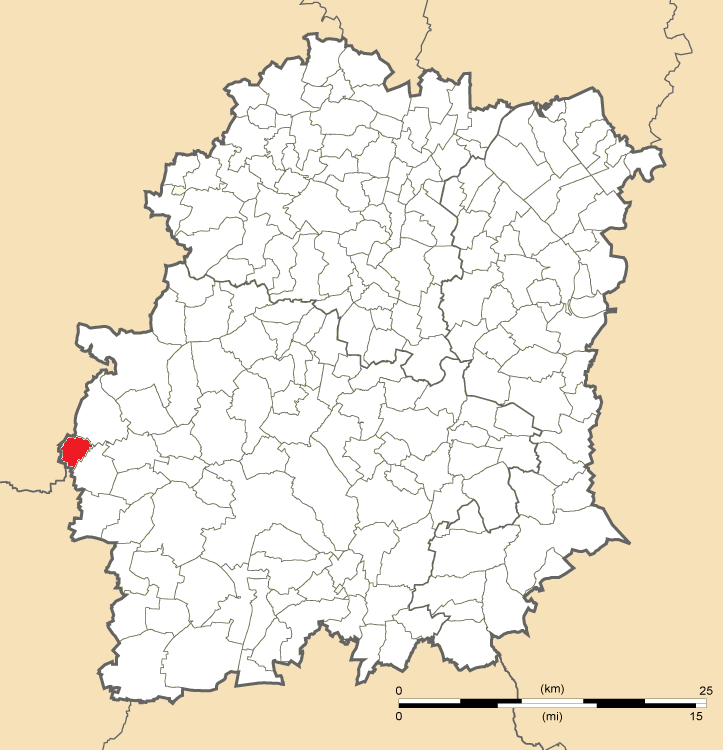
Position de Chatignonville en Essonne.

## Géographie

### Situation
Chatignonville est située à 53 km au sud-ouest de Paris-Notre-Dame (point zéro des routes de France), 42 km au sud-ouest d'Évry, 17 km au nord-ouest d'Étampes, 9 km au sud-ouest de Dourdan, 27 km au sud-ouest d'Arpajon, 31 km au sud-ouest de La Ferté-Alais, 32 km au sud-ouest de Montlhéry, 35 km au sud-ouest de Palaiseau, 40 km au nord-ouest de Milly-la-Forêt, 43 km au sud-ouest de Corbeil-Essonnes.

### Hydrographie
Il n'existe aucun réseau hydrographique de surface.

### Relief et géologie
Le point le plus bas de la commune est situé à 152 m d'altitude et le point culminant à 159 m.

### Communes limitrophes
|                        |                                      | Corbreuse        |
| Allainville (Yvelines) | Chatignonville                       |                  |
|                        | Garancières-en-Beauce (Eure-et-Loir) | Authon-la-Plaine |

### Lieux-dits et écarts
La commune compte 15 lieux-dits administratifs répertoriés consultables ici.

### Voies de communication et transports
La commune est desservie par la ligne de bus 22 du réseau de bus Essonne Sud Ouest.

### Climat
Pour des articles plus généraux, voir Climat de l'Île-de-France et Climat de l'Essonne.
En 2010, le climat de la commune est de type climat océanique dégradé des plaines du Centre et du Nord, selon une étude du CNRS s'appuyant sur une série de données couvrant la période 1971-2000. En 2020, Météo-France publie une typologie des climats de la France métropolitaine dans laquelle la commune est exposée à un climat océanique altéré et est dans la région climatique Sud-ouest du bassin Parisien, caractérisée par une faible pluviométrie, notamment au printemps (120 à 150 mm) et un hiver froid (3,5 °C).
Pour la période 1971-2000, la température annuelle moyenne est de 10,7 °C, avec une amplitude thermique annuelle de 14,9 °C. Le cumul annuel moyen de précipitations est de 646 mm, avec 10,8 jours de précipitations en janvier et 7,6 jours en juillet. Pour la période 1991-2020, la température moyenne annuelle observée sur la station météorologique la plus proche, située sur la commune de Sainville à 7 km à vol d'oiseau, est de 11,3 °C et le cumul annuel moyen de précipitations est de 655,5 mm,. Pour l'avenir, les paramètres climatiques de la commune estimés pour 2050 selon différents scénarios d'émission de gaz à effet de serre sont consultables sur un site dédié publié par Météo-France en novembre 2022.

## Urbanisme

### Typologie
Au 1er janvier 2024, Chatignonville est catégorisée commune rurale à habitat dispersé, selon la nouvelle grille communale de densité à sept niveaux définie par l'Insee en 2022.
Elle est située hors unité urbaine. Par ailleurs la commune fait partie de l'aire d'attraction de Paris, dont elle est une commune de la couronne,. Cette aire regroupe 1 929 communes,.

### Occupation des solssimplifiée
Le territoire de la commune se compose en 2017 de 97,87 % d'espaces agricoles, forestiers et naturels, 0,7 % d'espaces ouverts artificialisés et 1.43 % d'espaces construits artificialisés.

## Toponymie
Opatinacum en 531, Captunacum en 541, Centegnonvilla, Centenovilla au XIIIe siècle, Chantignonville.
L'origine du nom de la commune est peu connue, la commune fut créée en 1789 sous le nom de Chantignonville, la graphie actuelle a été introduite par le Bulletin des lois en 1801.

## Politique et administration

### Politique locale
La commune de Chatignonville est rattachée au canton d'Étampes, à l'arrondissement d’Étampes et à la troisième circonscription de l'Essonne.
La commune de Chatignonville est enregistrée au répertoire des entreprises sous le code SIREN 219 101 458. Son activité est enregistrée sous le code APE 8411Z.

### Liste des maires
| Période                                  | Période  | Identité          | Étiquette | Qualité     |
| ---------------------------------------- | -------- | ----------------- | --------- | ----------- |
| Les données manquantes sont à compléter. |          |                   |           |             |
| 2001                                     | En cours | Christian Thierry | DVD       | Agriculteur |

### Tendances et résultats politiques
Élections présidentielles, résultats des deuxièmes tours :
- Élection présidentielle de 2002 : 88,24 % pour Jacques Chirac (RPR), 11,76 % pour Jean-Marie Le Pen (FN), 94,44 % de participation[32].
- Élection présidentielle de 2007 : 59,26 % pour Nicolas Sarkozy (UMP), 40,74 % pour Ségolène Royal (PS), 92,31 % de participation[33].
- Élection présidentielle de 2012 : 61,40 % pour Nicolas Sarkozy (UMP), 38,60 % pour François Hollande (PS), 89,55 % de participation[34].

Élections législatives, résultats des deuxièmes tours :
- Élections législatives de 2002 : 80,43 % pour Geneviève Colot (UMP), 19,57 % pour Yves Tavernier (PS), 63,89 % de participation[35].
- Élections législatives de 2007 : 58,33 % pour Geneviève Colot (UMP), 41,67 % pour Brigitte Zins (PS), 59,09 % de participation[36].
- Élections législatives de 2012 : 59,52 % pour Geneviève Colot (UMP), 40,48 % pour Michel Pouzol (PS), 63,24 % de participation[37].

Élections européennes, résultats des deux meilleurs scores :
- Élections européennes de 2004 : 42,42 % pour Patrick Gaubert (UMP), 18,18 % pour Marielle de Sarnez (UDF), 53,62 % de participation[38].
- Élections européennes de 2009 : 31,58 % pour Michel Barnier (UMP), 23,68 % pour Marielle de Sarnez (MoDem), 60,00 % de participation[39].

Élections régionales, résultats des deux meilleurs scores :
- Élections régionales de 2004 : 65,31 % pour Jean-François Copé (UMP), 30,61 % pour Jean-Paul Huchon (PS), 75,36 % de participation[40].
- Élections régionales de 2010 : 61,29 % pour Valérie Pécresse (UMP), 38,71 % pour Jean-Paul Huchon (PS), 51,61 % de participation[41].

Élections cantonales, résultats des deuxièmes tours :
- Élections cantonales de 2004 : 70,59 % pour Dominique Écharoux (UMP), 29,41 % pour Brigitte Zins (PS), 75,36 % de participation[42].
- Élections cantonales de 2011 : 78,13 % pour Dominique Écharoux (UMP), 21,88 % pour Maryvonne Boquet (PS), 49,25 % de participation[43].

Élections municipales, résultats des deuxièmes tours :
- Élections municipales de 2001 : données manquantes.
- Élections municipales de 2008 : 48 voix pour Geneviève Petit (?), 46 voix pour Daindaur de Saint-Lévé d'Aguerre (?), 83,87 % de participation[44].

Référendums :
- Référendum de 2000 relatif au quinquennat présidentiel : 51,85 % pour le Non, 48,15 % pour le Oui, 44,93 % de participation[45].
- Référendum de 2005 relatif au traité établissant une Constitution pour l'Europe : 62,30 % pour le Oui, 37,70 % pour le Non, 91,04 % de participation[46].

## Population et société

### Démographie

#### Évolution démographique
L'évolution du nombre d'habitants est connue à travers les recensements de la population effectués dans la commune depuis 1793. Pour les communes de moins de 10 000 habitants, une enquête de recensement portant sur toute la population est réalisée tous les cinq ans, les populations de référence des années intermédiaires étant quant à elles estimées par interpolation ou extrapolation. Pour la commune, le premier recensement exhaustif entrant dans le cadre du nouveau dispositif a été réalisé en 2005.

En 2022, la commune comptait 71 habitants, en évolution de +16,39 % par rapport à 2016 (Essonne : +2,89 %, France hors Mayotte : +2,11 %).
| 1793 | 1800 | 1806 | 1821 | 1831 | 1836 | 1841 | 1846 | 1851 |
| ---- | ---- | ---- | ---- | ---- | ---- | ---- | ---- | ---- |
| 157  | 142  | 168  | 161  | 159  | 141  | 134  | 150  | 158  |

| 1856 | 1861 | 1866 | 1872 | 1876 | 1881 | 1886 | 1891 | 1896 |
| ---- | ---- | ---- | ---- | ---- | ---- | ---- | ---- | ---- |
| 153  | 150  | 157  | 148  | 155  | 162  | 126  | 134  | 137  |

| 1901 | 1906 | 1911 | 1921 | 1926 | 1931 | 1936 | 1946 | 1954 |
| ---- | ---- | ---- | ---- | ---- | ---- | ---- | ---- | ---- |
| 120  | 120  | 113  | 135  | 133  | 156  | 144  | 141  | 111  |

| 1962 | 1968 | 1975 | 1982 | 1990 | 1999 | 2005 | 2006 | 2010 |
| ---- | ---- | ---- | ---- | ---- | ---- | ---- | ---- | ---- |
| 74   | 70   | 70   | 84   | 86   | 89   | 68   | 67   | 56   |

| 2015 | 2020 | 2022 | - | - | - | - | - | - |
| ---- | ---- | ---- | - | - | - | - | - | - |
| 60   | 72   | 71   | - | - | - | - | - | - |

#### Pyramide des âges
En 2018, le taux de personnes d'un âge inférieur à 30 ans s'élève à 34,7 %, soit en dessous de la moyenne départementale (39,9 %). De même, le taux de personnes d'âge supérieur à 60 ans est de 19,5 % la même année, alors qu'il est de 20,1 % au niveau départemental.
En 2018, la commune comptait 27 hommes pour 40 femmes, soit un taux de 59,70 % de femmes, largement supérieur au taux départemental (51,02 %).
Les pyramides des âges de la commune et du département s'établissent comme suit.
| Hommes | Classe d’âge | Femmes |
| ------ | ------------ | ------ |
| 0,0    | 90 ou +      | 0,0    |
| 3,4    | 75-89 ans    | 0,0    |
| 20,7   | 60-74 ans    | 16,3   |
| 31,0   | 45-59 ans    | 23,3   |
| 24,1   | 30-44 ans    | 16,3   |
| 6,9    | 15-29 ans    | 14,0   |
| 13,8   | 0-14 ans     | 30,2   |

| Hommes | Classe d’âge | Femmes |
| ------ | ------------ | ------ |
| 0,5    | 90 ou +      | 1,4    |
| 5,4    | 75-89 ans    | 7,2    |
| 12,9   | 60-74 ans    | 13,9   |
| 20     | 45-59 ans    | 19,4   |
| 19,9   | 30-44 ans    | 20,1   |
| 20     | 15-29 ans    | 18,2   |
| 21,3   | 0-14 ans     | 19,8   |

### Enseignement
Les élèves de Chatignonville sont rattachés à l'académie de Versailles. La commune ne dispose d'aucun établissement scolaire sur son territoire.

### Jumelages
La commune de Chatignonville n'a développé aucune association de jumelage.

### Lieux de culte
La paroisse catholique de Chatignonville est rattachée au secteur pastoral de Dourdan et au diocèse d'Évry-Corbeil-Essonnes. Elle dispose de l'église Saint-Mamert.

### Médias
L'hebdomadaire Le Républicain relate les informations locales. La commune est en outre dans le bassin d'émission des chaînes de télévision France 3 Paris Île-de-France Centre, IDF1 et Téléssonne intégré à Télif.

## Économie
- Exploitations agricoles.

### Emplois, revenus et niveau de vie
| Répartition des emplois par catégories socioprofessionnelles en 2006. |              |                                           |                                                   |                            |                          |                           |
|                                                                       | Agriculteurs | Artisans, commerçants, chefs d’entreprise | Cadres et professions intellectuelles supérieures | Professions intermédiaires | Employés                 | Ouvriers                  |
| Chatignonville                                                        | -            | -                                         | -                                                 | -                          | -                        | -                         |
| Zone d'emploi de Dourdan                                              | 0,7 %        | 6,0 %                                     | 18,9 %                                            | 28,5 %                     | 26,3 %                   | 19,6 %                    |
| Moyenne nationale                                                     | 2,2 %        | 6,0 %                                     | 15,4 %                                            | 24,6 %                     | 28,7 %                   | 23,2 %                    |
| Répartition des emplois par secteurs d’activités en 2006.             |              |                                           |                                                   |                            |                          |                           |
|                                                                       | Agriculture  | Industrie                                 | Construction                                      | Commerce                   | Services aux entreprises | Services aux particuliers |
| Chatignonville                                                        | -            | -                                         | -                                                 | -                          | -                        | -                         |
| Zone d'emploi de Dourdan                                              | 1,7 %        | 10,4 %                                    | 7,5 %                                             | 11,8 %                     | 21,6 %                   | 6,9 %                     |
| Moyenne nationale                                                     | 3,5 %        | 15,2 %                                    | 6,4 %                                             | 13,3 %                     | 13,3 %                   | 7,6 %                     |
| Sources : Insee,                                                      |              |                                           |                                                   |                            |                          |                           |

## Culture locale et patrimoine

### Patrimoine environnemental
De petits bosquets boisés ont été recensés au titre des espaces naturels sensibles par le conseil départemental de l'Essonne.

### Patrimoine architectural
- Église Saint-Mamert, du XVe siècle et remaniée au XVIIe[57].

### Héraldique
| Blason de Chatignonville | Blason  | Écartelé: au 1 de gueules à une épée d'argent garnie d'or, au 2 d'azur à la bande d'or, au 3 d'azur à une gerbe de blé d'or, au 4 de gueules à un moulin à vent d'argent. |
| Blason de Chatignonville | Détails | Site la Communauté d'Agglomération de l'Etampois Sud-Essonne, 2025. |